# The Climber
The Climber is een Amerikaanse dramafilm uit 1917 onder regie van Henry King.

## Verhaal
William Beerheim van Broon is aan lagerwal geraakt en werkt als werknemer bij de bowlingbaan van Tom Tarney. Als zijn chef zijn bokstalent opmerkt, geeft hij hem een opleiding. De plaatselijke bokskampioen is Buck Stringer. Zijn broer en zus hebben een plannetje bekokstoofd om de rijke Bruce Crosby af te persen. Crosby's zus Eva wordt verliefd op Van Broon zonder te beseffen dat hij een bokser is. Van Broon verslaat zijn rivaal Stringer in de ring en daardoor ontdekt Crosby wat zijn beroep is. Hij verdenkt Van Broon van betrokkenheid bij de chantage. Eva blijft geloven in zijn onschuld en haar trouw wordt beloond, als blijkt dat hij miljoenen heeft geërfd.

## Rolverdeling
| Acteur            | Personage                  |
| ----------------- | -------------------------- |
| Henry King        | William Beerheim van Broon |
| Jack Laughlin     | Bruce Crosby               |
| Gibson Gowland    | Buck Stringer              |
| Robert Ensminger  | Grafton                    |
| Charles Blaisdell | Tom Tarney                 |
| James Kerr        | Sweeney                    |
| Bruce Smith       | Slats O'Keefe              |
| Frank Erlanger    | Happy                      |
| Lucille Pietz     | Eva Crosby                 |
| Leah Gibbs        | Ethel Crosby               |
| Arma Carlton      | Madelyn Rosseau            |
| Mollie McConnell  | Mevrouw Crosby             |
| Ruth Lackaye      | Mevrouw Tarney             |